# Alcalde de París
El Alcalde de París es la máxima autoridad política del Ayuntamiento de París.
Antes de la Revolución francesa, París estaba liderada por un Preboste de mercaderes, (Prévôt des marchants). Fue a partir de la tarde del 14 de julio de 1789, día de la Toma de la Bastilla, cuando las masas populares derrocaron al último preboste de París, Jacques de Flesselles. Al día siguiente, tuvo lugar la elección democrática del primer Alcalde de París, Jean Sylvain Bailly.
Posteriormente, el cargo de Alcalde fue abolido en tres ocasiones. La primera de ellas fue tras la ejecución en la guillotina del entonces alcalde Jean-Baptiste Fleuriot-Lescot, en el año 1794. El cargo quedaría desierto hasta la revolución de 1848, año en el que fue nombrado Louis-Antoine Garnier-Pagès. Tras el fugaz mandato de este y su sucesor, Armand Marrast, (ambos durante el año 1848), el alzamiento de Napoleón III volvería a abolir el cargo.
La tercera y última abolición de la alcaldía de París se produjo entre los años 1871 y 1977. Desde entonces, la Alcaldía ha sido ocupada por cuatro personalidades: Jacques Chirac, Jean Tiberi, Bertrand Delanoë y la actual Maire, Anne Hidalgo.